# Alpbach (Tegernsee)
Der Alpbach ist ein östlicher Zufluss des Tegernsees im Stadtgebiet von Tegernsee im bayerischen Landkreis Miesbach.

## Name
Der Bachname wird erstmals ca. 1563 als Altbach erwähnt. Er machte eine sprachliche Entwicklung über Albach hin zu Aalbach bzw. Alpbach durch.

## Geographie

### Verlauf
Der Oberlauf des  Alpbachs, in dessen Richtung dieser dann weiterläuft, ist der Oberalpbach. Dieser entspringt am  Kreuzbergsattel unterhalb des Kreuzbergs und ist an den meisten Stellen nicht tiefer als 20 cm. Im oberen Bachverlauf gibt es viele Gumpen, im unteren ist der Alpbach begradigt und kanalisiert.
Über den Großteil seiner Länge verläuft parallel zum Bach eine Forststraße des Namens Prinzenweg. Im Alpbachtal zwischen Forststraße und Alpbach liegt auch die Alpbach-Alm.

### Einzugsgebiet
Das Einzugsgebiet ist 8,3 km² groß und gehört naturräumlich zu den Schlierseer Bergen, einem Teil des Mangfallgebirges. Der mit etwa 1444 m ü. NHN höchste Punkt liegt an der Südostecke auf dem Höhenrücken Baumgartenschneid.
Es umfasst überwiegend bewaldete Berge, auf der östlichen und weniger der nördlichen Wasserscheide auch einige offene Matten. Beidseits über dem Unterlauf liegen Streusiedlungshöfe in durch Waldriegel getrennten Rodungsinsel mit Wiesen. Zuunterst durchläuft der Bach lange das bebaute Stadtgebiet von Tegernsee.

### Zuflüsse
Vom Ursprung zur Mündung. Auswahl.
- Oberalpbach, linker Oberlauf von Ostnordosten
- Erzgraben oder Ärzgraben, rechter Oberlauf von Nordnordwesten
- Euterzgraben, von links und Südosten kurz vor der Alpbachalm
- Seitengraben, von rechts und Nordosten
- Rißbach, von rechts und Nordosten
- Katzenbach, von rechts und Norden nahe bei Grün
- Hainergraben, von links und Süden bei Untergschwend
- Kohlhaufgraben, von rechts und Norden bei Untergschwend